# لاوهو
لاوهو (به لاتین: Luohu District) یک سکونتگاه مسکونی در جمهوری خلق چین است که در شنژن واقع شده‌است.

## خصوصیات
لاوهو ۷۸٫۹ کیلومترمربع مساحت و ۹۳۶٬۴۰۰ نفر جمعیت دارد.